# Mesquita de l'Emir Zade
La Mesquita de l'Emir Zade (en turc: Emirzade Camii, 'mesquita del fill de l'Emir' (en grec romanitzat: Tzamí tou Emír Zadé)  és un edifici  otomà situat a Calcis, a l'illa grega d'Eubea. Construïda a la fi del segle xv, la mesquita és un dels principals vestigis de la dominació otomana a l'illa.

## Història
Malgrat que es desconeix la data exacta de la construcció de la mesquita, les obres se'n degueren fer a la fi del segle xv, pocs anys després del batalla de Negroponte (denominació dels Estats croats de l'actual Calcis), lliurada entre la República de Venècia i els otomans el 1470. El monument es va erigir dins les fortificacions, al lloc d'una antiga església probablement dedicada a sant Marc  o santa Parascheva dels Balcans. El monument fou esmentat per primera vegada pel viatger Evliya Çelebi, que visità Grècia entre el 1667 i el 1669. Llavors, era una de les onze mesquites de la ciutat. Anomenada Eğriboz pels otomans, la ciutat era la capital d'aquell vast sanjacat i una de les casernes d'hivern de la marina otomana.
La mesquita es va reconstruir probablement durant la primera meitat del segle xviii. Dessacralitzada després de la Guerra d'independència de Grècia, l'edifici s'utilitzà com a caserna per a dos batallons. També va servir de magatzem de fenc per a l'exèrcit. El pòrtic i el minaret, els destruïren a mitjan segle xix.
La mesquita de l'Emir Zade va ser declarada Monument Històric el 1937. A la fi de la dècada dels 1950, s'hi feren obres de restauració amb vista a transformar l'antiga mesquita en un museu d'art i arquitectura medieval. Se'n renovaren espais interiors i finestres, i es restaurà el guix i el pati pavimentat entre els 1971 i 1972 per l'Eforat de les antiguitats bizantines d'Eubea. L'antiga mesquita s'utilitzà posteriorment com a magatzem d'objectes arqueològics, incloent-hi làpides del període otomà. Després d'una campanya d'obres finalitzada el 2013, el lloc es va transformar en un espai expositiu de la col·lecció de gravats de Ioánnis Karakóstas, entre altres.

## Arquitectura
La Mesquita de l'Emir Zade presenta una gran cúpula, complementada per tres cúpules més petites. A la façana nord, aquestes remataven el pòrtic amb tres arcs recolzats sobre quatre columnes. El minaret del qual només es conserva la base se'n situa en l'angle nord-oest. La porta d'entrada, de marbre, té una inscripció amb similituds amb un fragment del mihrab de la Mesquita Altunizade d'Üsküdar. A l'interior, la cúpula sobre petxines incorpora quatre trompes als cantons de la sala de pregària. El mihrab encara té algunes restes de policromia.

Al davant de la mesquita es conserva una font otomana, construïda el 1655 per Halil Bajà i reparada el 1796. La traslladaren a aquest lloc el 1960.
- Gravat d'Antoine-Marie Chenavard del 1858
- Vista de la font i la mesquita des del nord
- Façana principal
- Detall de la inscripció de dedicatòria
- Vista del mihrab